# Mount Pleasant Mail Centre

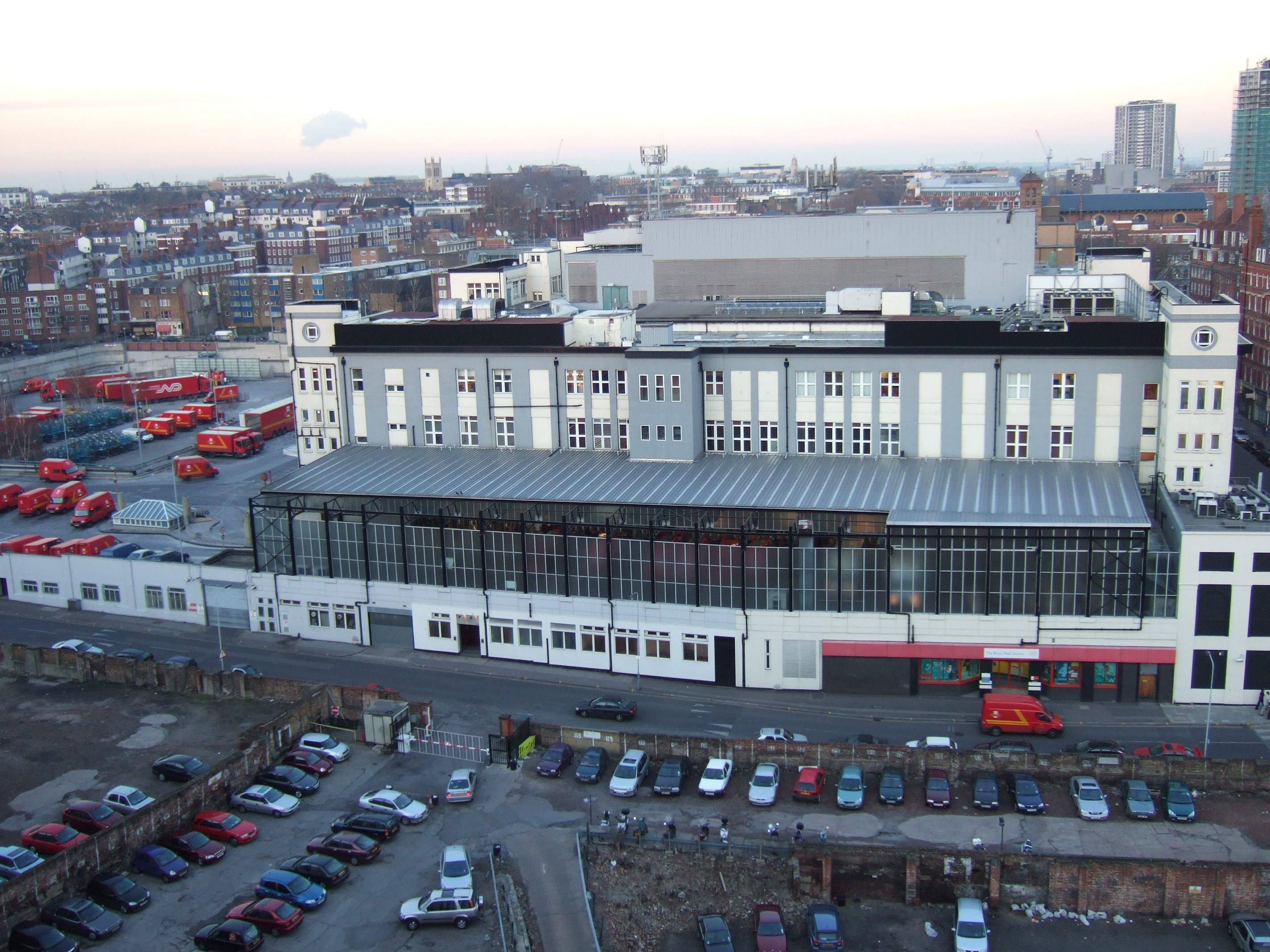
Найбільший в Лондоні сортувальний центр, Mount Pleasant

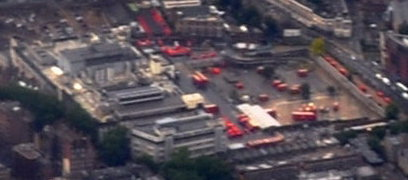
Вид з висоти пташиного польоту в західному напрямку

Поштовий центр Mount Pleasant (часто скорочено як Mount Pleasant, відомий всередині організації як Mount (Гора) і офіційно відомий як Лондонський центральний поштовий центр ) - сортувальний центр, керований Royal Mail у Лондоні, Англія. Раніше це місце було одним з найбільших сортувальних центрів у світі.  Він розташований у лондонському боро Іслінгтон, на межі з лондонським боро Камден . 

## Історія
Вулиця Mount Pleasant (Приємна Гора) отримала свою іронічну назву в 1730-х роках після того, як місцеві жителі почали скидати тут золу та інші відходи.
Центр був офіційно відкритий 30 серпня 1889 р., коли Закон про поштові відділення був прийнятий парламентом. Він був побудований на місці колишньої в'язниці Колдбат Філдс (англ. Coldbath Fields Prison), яка перестала функціонувати в 1885 році. Оригінальні тюремні ворота були включені до будівлі поштового відділення і не були знесені до 1901 року. Решта секцій в'язниці були знесені в 1929 році, коли було збудоване нове крило як прибудова до відділу листів. Закон 1889 року Про поштові відділення вимагав від поштового відділення надати частину території або 10 000 фунтів стерлінгів Раді Лондонського Графства для використання в якості відкритого простору. Поштове відділення вирішило зберегти всю ділянку і надало кошти, які були використані для придбання Спа-зелених садів у Клеркенвеллі (англ. Spa Green Gardens in Clerkenwell).
З 1927 по 2003 рік Mount Pleasant була сполучена з іншими великими офісами Королівської пошти та залізничними станціями Лондона через Лондонську поштову залізницю. У 1970-х роках він вперше застосував оптичне розпізнавання символів для сортування з установкою машини в 1979 році. 

## Розташування

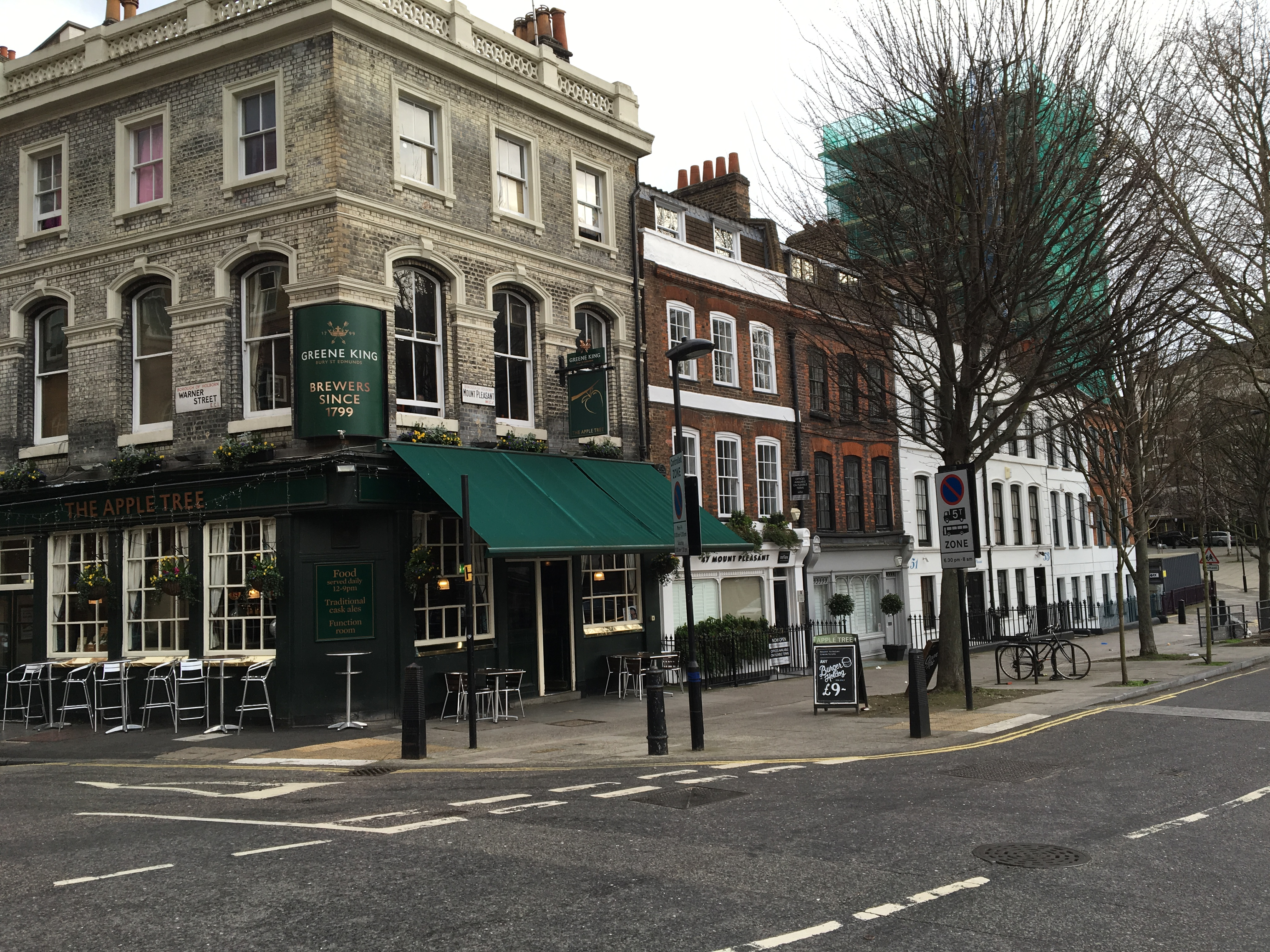
Вулиця Mount Pleasant

Центр розташований на ділянці площею 4,86 гектари в районі Маунт-Плезант, Клеркенвелл, на стику між Фаррінгдон-роуд і проспектом Роузбері та навпроти ринку Ексмут. На Mount Pleasant розміщений лондоський Поштовий музей, розташований у Фрілінг-Хаусі позаду сортувального центру. 

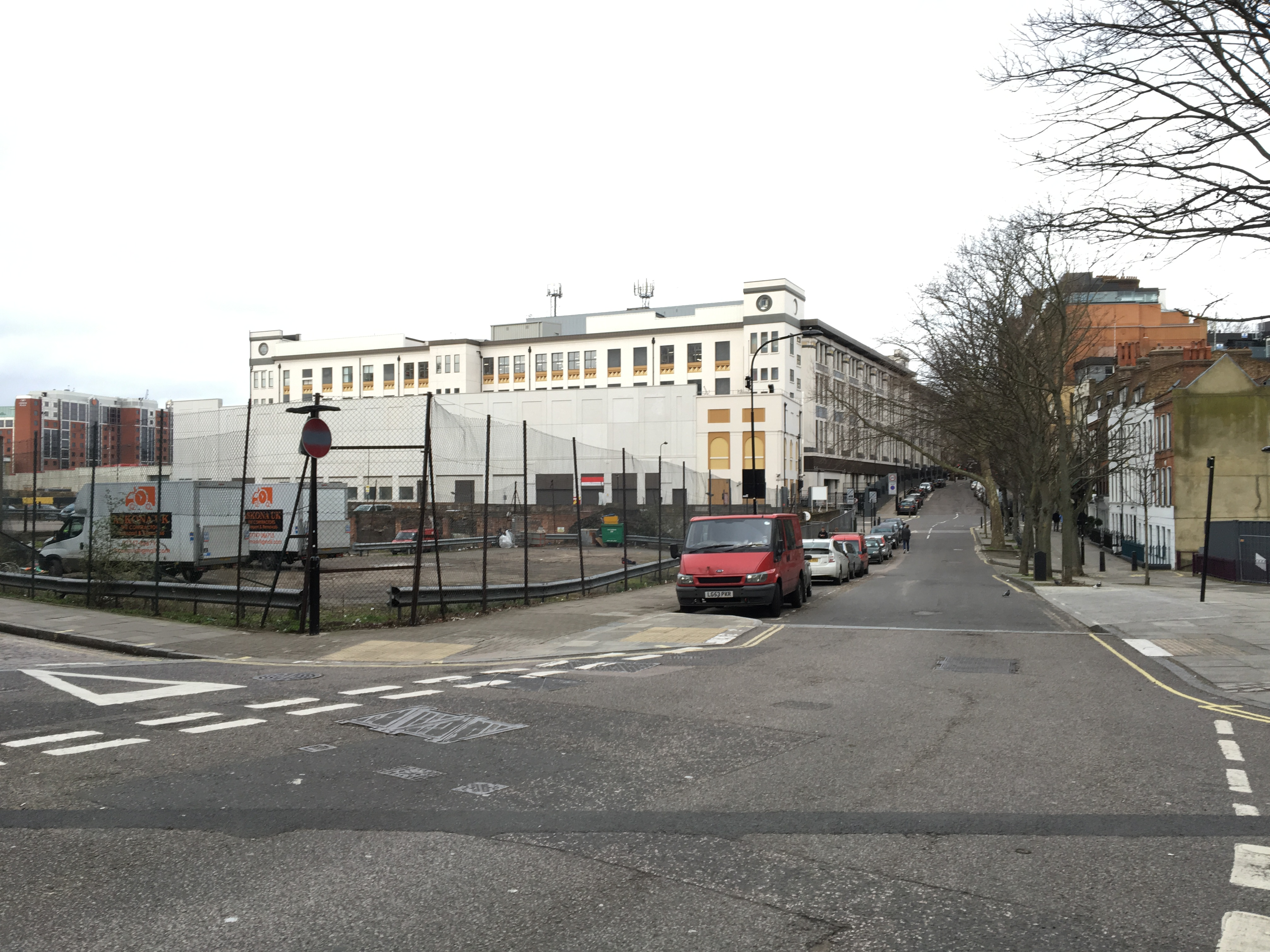
Mount Pleasant (дорога)

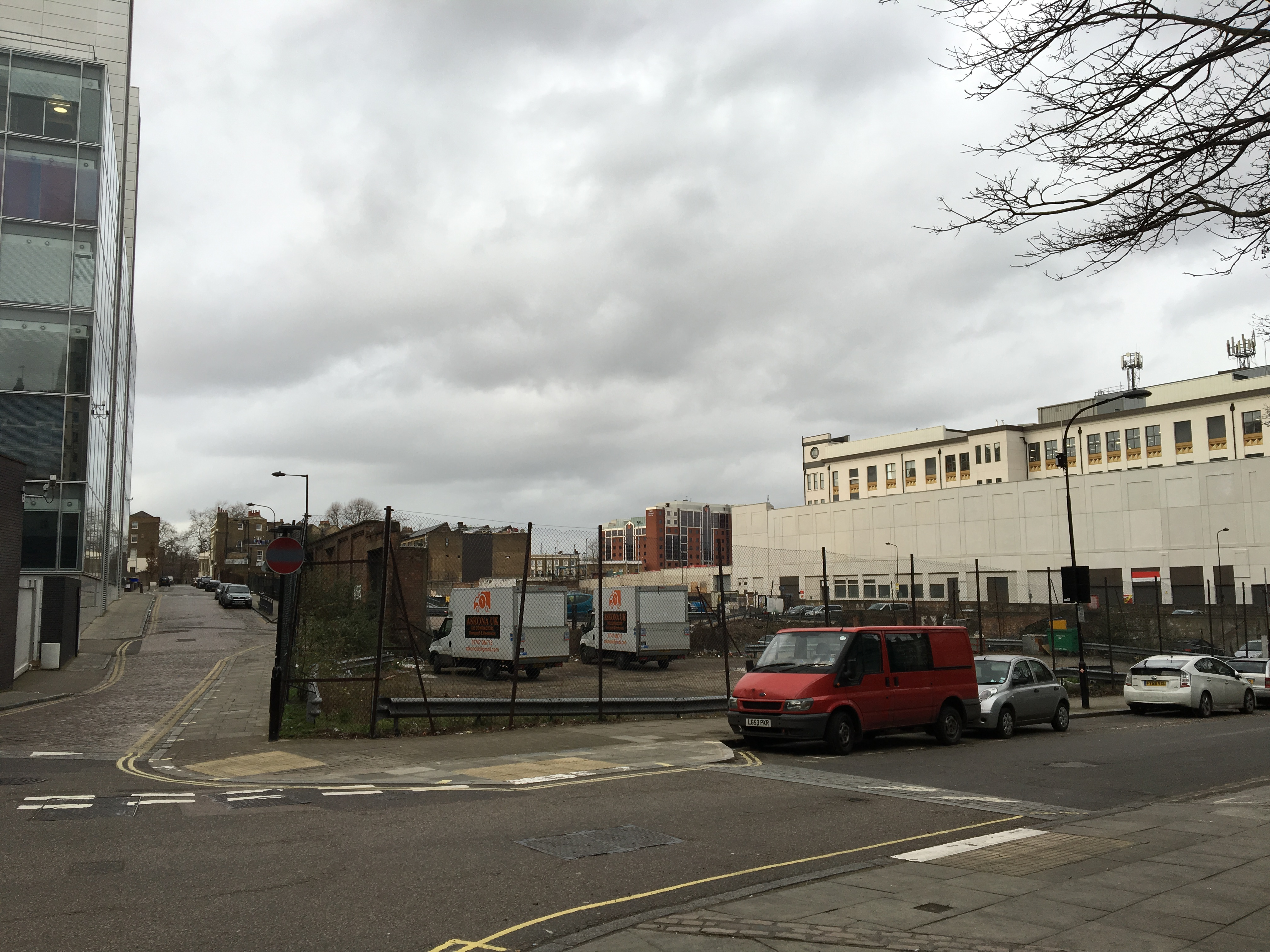
Mount Pleasant (автостоянка)

Компанія Royal Mail пропонує використати половину ділянки для житлової та комерційної реконструкції. Решту ділянки модернізують.

## Адміністрування поштового зв’язку
Поштовий центр обслуговує області поштових індексів EC, N, W1, WC. 

## Зовнішні посилання
- Mount Pleasant [Архівовано 6 травня 2007 у Wayback Machine.] - виставка, що курується лондонським Поштовим музеєм